# 코스메카코리아
주식회사 코스메카코리아(영어: Cosmecca Korea)는 충청북도 음성군에 본사를 둔 화장품 제조업체이다.